# 陳茂萱
陳茂萱（1936年1月7日—2023年7月15日 ），臺灣作曲家及音樂教育家，第十七屆國家文藝獎得主。

## 生平
出生臺灣雲林縣北港鎮。1955年考進臺灣省立師範學院音樂系，隨張錦鴻學習和聲學及作曲，鋼琴師事周遜寬、張彩賢、張彩湘教授；之後隨許常惠學習樂曲分析及作曲法。1970-1972年間赴奧地利維也納研究理論作曲，1980-1981年赴法國以及1981-1982年間再次赴奧地利維也納留學研究。陳茂萱先後任教於省立嘉義師範專科學校、東吳大學音樂系以及國立臺灣師範大學音樂系，於1985-1991年間擔任國立臺灣師範大學音樂系主任暨研究所所長。於2007年擔任實踐大學音樂系專案客座教授、2008年起擔任真理大學音樂應用學系特聘教授。
陳茂萱長時期持續鑽研音樂創作，熱心參與音樂創作相關的活動，於1963年與張邦彥、梁銘越、許博允等多位音樂友人組織「江浪樂集」；1983年與多位學生創立「璇音雅集」，以音樂教育與創作為目標，共同致力於音樂理論之寫作與樂曲之創作，並定期舉行作品發表會；1987年創辦中華民國音樂教育學會並擔任首任理事長；1991年創立「致凡音樂」；1993年將「璇音雅集」更名為「臺灣璇音雅集」。對於臺灣音樂創作領域貢獻良多。陳茂萱先後擔任亞洲作曲家聯盟常務理事與現代音樂協會常務理事等職務。2013年獲「國家文藝獎」。
陳茂萱於2023年7月15日下午逝世，享年87歲。

## 創作作品
陳茂萱作品截至2013年為止，共計約有113首。

- 鋼琴獨奏：52首，包含鋼琴奏鳴曲10首、鋼琴小奏鳴曲34首、鋼琴獨奏曲8首
- 器樂獨奏：6首，包含管樂獨奏曲4首、弦樂獨奏曲2首
- 室內樂：14首，包含二重奏6首、三重奏2首、四重奏4首、六重奏2首
- 協奏曲：5首，包含鋼琴1首，大提琴1首，小號1首，雙簧管2首
- 交響曲：5首
- 管弦樂：8首
- 聲樂曲：23首，包含獨唱曲14首、二重唱3首、合唱曲6首

## 音樂教育作品
陳茂萱所發展有關音樂基礎訓練以及音感相關之教材作品，如《樂理練習篇》、《基礎節奏教本》、《調性視唱教本》、《非調性視唱教本》等具系統性之音樂教材。

## 外部連結
- 鋼琴奏鳴曲第14號 （页面存档备份，存于）
- ballade （页面存档备份，存于）
- 大提琴協奏曲 （页面存档备份，存于）
- 鋼琴協奏曲《一言九頂》 （页面存档备份，存于）